# Ray Mill Island
Ray Mill Island ist eine Insel in der Themse in England, am Boulter’s Lock, bei Maidenhead, Berkshire. Die Insel ist ein Park, der vom Royal Borough of Windsor and Maidenhead verwaltet wird. Die Insel ist nach der Familie Ray, die an dieser Stelle eine Mühle betrieb, benannt. Die 1726 errichtete Mühle ersetzte eine ältere und produzierte bis in die 1920er Jahre Mehl.
Ein Wehr läuft vom flussaufwärts gelegenen Ende der Insel zum Festland von Taplow. Ein Kanal für Kajaks wurde neben dem Wehr auf der Insel gebaut.
Bis sie im Oktober 2011 gestohlen wurde, stand für über 20 Jahre die Statue The Companion auf der Insel. Die Statue war ein Denkmal für Schüler, die bei einem Unfall beim Skilaufen gestorben sind. Eine neue Version der Statue wurde an der alten Stelle im Juli 2012 enthüllt.

## Statuen auf der Insel
- Vintage Boys von Lydia Karpinska
- The Companions von Eunice Goodman
- Maiden with Swans von Eunice Goodman